# Тамега (река)

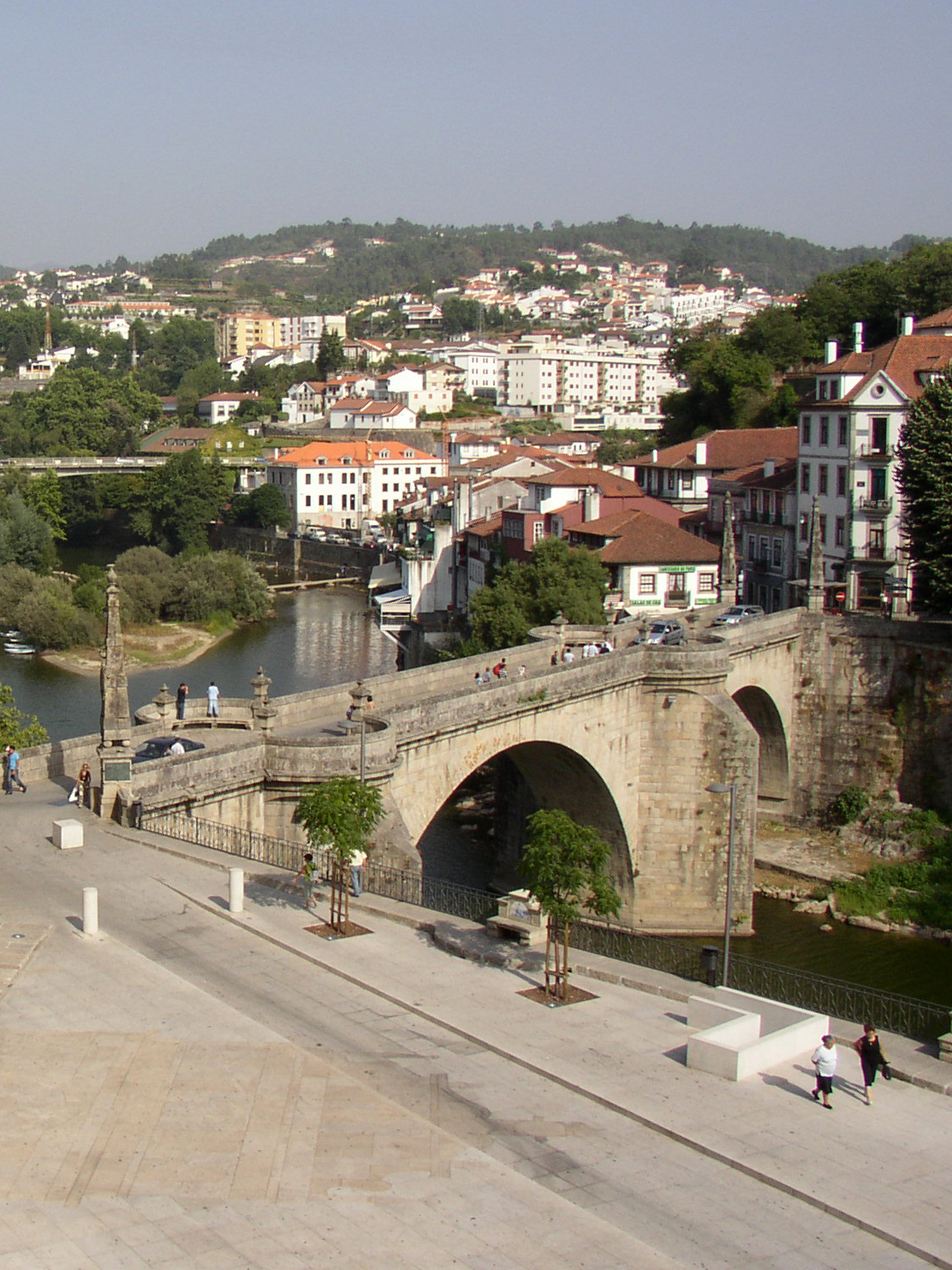
Тамега и мост Сан-Гонсалу в Амаранти

Та́мега (порт. Tâmega, исп. Támega; /'tɐmɨgɐ/) — река в Испании и Португалии, правый приток Дору. Длина реки — 145 км. Площадь водосборного бассейна — 3317 км². Среднегодовой расход воды — 70,31 м³/с. Средний годовой сток — 1,906 км³.
Название реки восходит к латинскому гидрониму кельтского происхождения Tamaga, связанного с племенным этнонимом Tamagani.
Берёт начало на хребте Серра-де-Сан-Мамеде с высоты 960 м. над уровнем моря в муниципалитете Ласа на юге Галисии около границы с Португалией и продолжает течение по территории исторических провинций Траз-уж-Монтеш и Дору-Литорал в регионе Север, впадая в Дору около Эжа. Уровень воды невелик, по всему течению есть несколько небольших плотин, в связи с этим судоходство на бо́льшей части реки отсутствует.

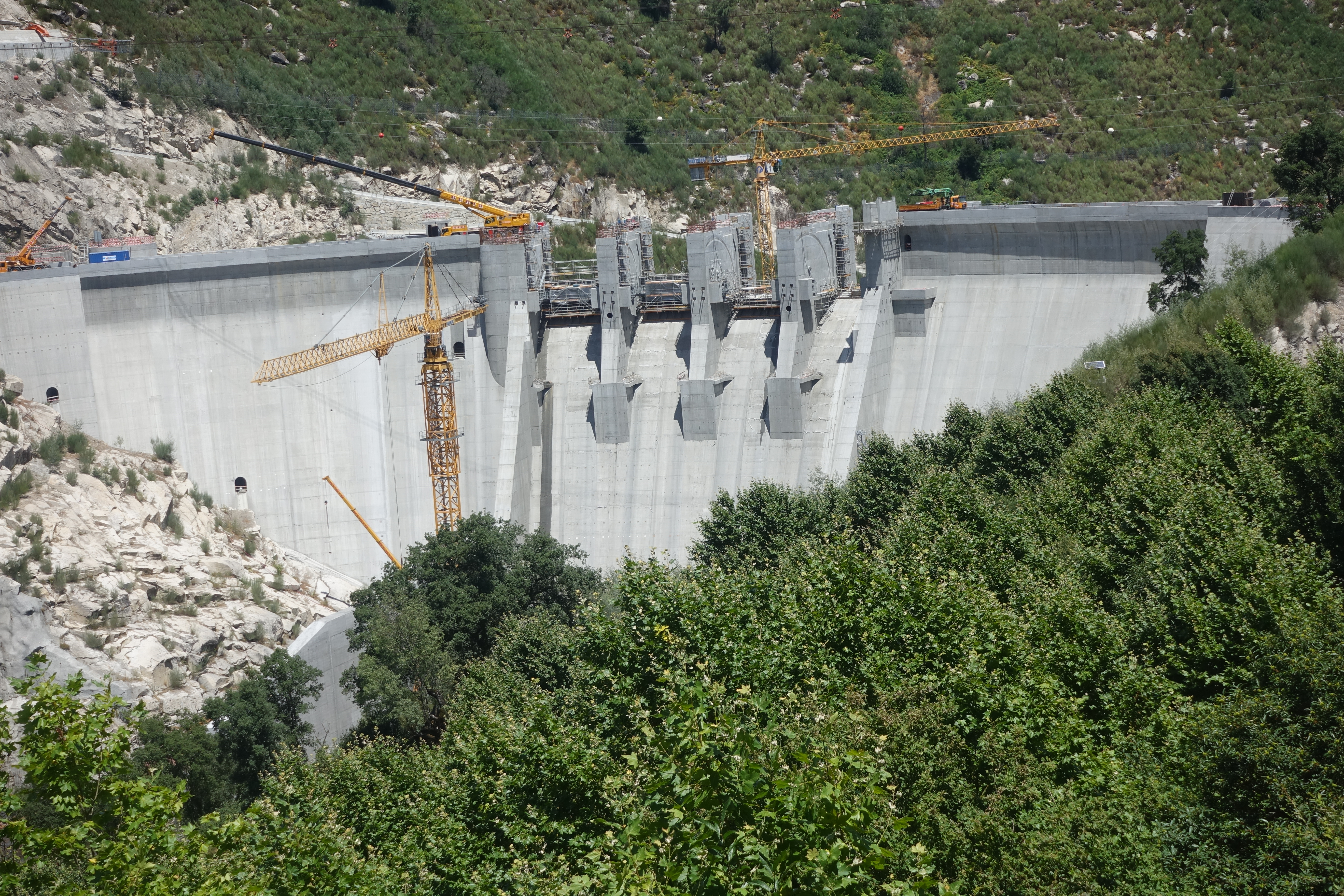
Плотина ГЭС Даиойнш

В гидроэнергетический комплекс Тамега (Sistema Eletroprodutor do Tâmega, SET), официально представленный в 2009 году, входят ГАЭС Говайнш (880 МВт), ГЭС Даиойнш (118 МВт) и ГЭС Алту-Тамега (160 МВт). Проект ГЭС Падроселос (Centrale Hydroélectrique de Padroselos) мощностью 219 МВт на реке Беса, притоке Тамеги отменён Министерством охраны окружающей среды Португалии в 2010 году из-за вымирающих пресноводных мидий, в частности вида обыкновенная жемчужница (Margaritifera margaritifera). Установленная мощность всего SET — 1158 МВт, что увеличило установленную мощность Португалии на 6 %. Средняя годовая выработка электроэнергии — 1766 ГВт⋅ч. Также в комплекс входят 2 ветряные электростанции (ВЭС) общей мощностью 300 МВт. Создано 13 500 рабочих мест.
В декабре 2021 года ГАЭС Говайнш и ГЭС Даиойнш введены в эксплуатацию. Торжественная церемония ввода в эксплуатацию ГАЭС Говайнш и ГЭС Даиойнш прошла 18 июля 2022 года. В церемонии приняли участие премьер-министр Антониу Кошта, министр по вопросам окружающей среды и климата Португалии Дуарте Кордейру, госсекретарь по энергетике Жоау Галамба.